# Cisterna (anatomija)
Cisterna u anatomiji ima dvojako značenje. 
- Cisterna chyli je proširenje na početku glavnog limfnog voda (ductus thoracicus).

- Cisternae leptomeningicae su prostori između srednje i unutrašnje moždane, odnosno moždinske ovojnice. Ima ih više, ali sve stoje u međusobnoj vezi i ispunjene su moždanom i moždinskom tekućinom (liquor cerebrospinalis).